# Arthur Robert Hinks
Arthur Robert Hinks CBE FRS (Londres, 26 de maio de 1873 — Royston (Hertfordshire), 14 de abril de 1945) foi um astrônomo e geógrafo britânico.

## Condecorações
- 1910: Prêmio Leconte da Académie des Sciences
- 1911: Fellow da Royal Geographical Society (FRGS)
- 1912: Medalha de Ouro da Royal Astronomical Society[1]
- 1913: Fellow da Royal Society (FRS)
- 1913: Professor de Astronomia (Gresham College), appointed by the City of London Corporation, a post he would hold until 1941
- 1920: Commander of the Order of the British Empire (CBE)
- 1938: Medalha Vitória da Royal Geographical Society
- 1943: Medalha Geográfica Cullum da American Geographical Society[2]
- 2003: The Hinks Dorsum, a ridge on 433 Eros, is named in honour of Hinks and his association with the asteroid by the International Astronomical Union[3]

### Publicações
- Hinks, A. R. (1893), «Correlation of Solar and Magnetic Phenomena», Nature, 49 (1256), Bibcode:1893Natur..49...78H, doi:10.1038/049078b0.
- Hinks, Arthur R. (1897), «Preliminary Note on a Personal Equation depending on Magnitude affecting the Right Ascensions of the Stars in the Cambridge Zone Catalogue of the Astronomische Gesellschaft, and its determination from Astrographic Catalogue Plates», Monthly Notices of the Royal Astronomical Society, 57: 473–83, Bibcode:1897MNRAS..57..473H.
- Hinks, Arthur R. (1898a), «On some Attempts to Counteract by Instrumental Adjustment certain Effects of Refraction in Stellar Photography», Monthly Notices of the Royal Astronomical Society, 58: 428–40, Bibcode:1898MNRAS..58..428H.
- Hinks, Arthur R. (1898b), «A Diagram showing the Conditions under which Observations for the Determination of Stellar Parallax are to be made», Monthly Notices of the Royal Astronomical Society, 58: 440–43, Bibcode:1898MNRAS..58..440H.
- Hinks, A. R. (1898c), «Time chart for parallax observations», Monthly Notices of the Royal Astronomical Society, 58.
- Hinks, Arthur R. (1898d), «Observations of the Leonids, 1898 November, made at the Cambridge Observatory», Monthly Notices of the Royal Astronomical Society, 59: 113–15, Bibcode:1898MNRAS..59..113H.
- Hinks, Arthur R. (1899), «Note on the Construction and Use of Réseaux», Monthly Notices of the Royal Astronomical Society, 59: 530–32, Bibcode:1899MNRAS..59..530H.
- Hinks, Arthur R. (1900a), «Observations of the Leonids made at the Cambridge Observatory on 1899 November 13, 14, 15», Monthly Notices of the Royal Astronomical Society, 60: 458–65, Bibcode:1900MNRAS..60..458H.
- Hinks, Arthur R. (1900b), «On Planning Photographic Observations of Eros», Monthly Notices of the Royal Astronomical Society, 60: 543–46, Bibcode:1900MNRAS..60..543H.
- Hinks, A. R. (1900c), «Opposition of Eros, 1900», Monthly Notices of the Royal Astronomical Society, 60.
- Hinks, Arthur R. (1901a), «The Cambridge Machine for measuring celestial photographs», Monthly Notices of the Royal Astronomical Society, 61: 444–58, Bibcode:1901MNRAS..61..444H.
- Hinks, Arthur R. (1901b), «Experimental Reduction of some Photographs of Eros made at the Cambridge Observatory for the Determination of the Solar Parallax», Monthly Notices of the Royal Astronomical Society, 62: 22–41, Bibcode:1901MNRAS..62...22H.
- Hinks, Arthur R. (1901c), «On the Accuracy of Measures on Photographs: Remarks on recent Papers by M. Loewy and Mr. H. C. Plummer», Monthly Notices of the Royal Astronomical Society, 62: 132–37, Bibcode:1901MNRAS..62..132H.
- Hinks, Arthur R. (1902a), «Note on one of the stars selected as an "étoile de repère" for the reduction of photographs of Eros», Astronomische Nachrichten, 159 (2), Bibcode:1902AN....159...27H, doi:10.1002/asna.19021590206.
- Hinks, Arthur R. (1902b), «Experimental Reduction of Photographs of Eros for the Determination of the Solar Parallax. Second Paper: Combination of results from Mount Hamilton, Minneapolis, and Cambridge», Monthly Notices of the Royal Astronomical Society, 62: 545–61, Bibcode:1902MNRAS..62..551F.
- Hinks, Arthur R. (1903a), «A Graphical Method of Applying to Photographic Measures the Terms of the Second Order in the Differential Refraction», Monthly Notices of the Royal Astronomical Society, 63: 138–47, Bibcode:1903MNRAS..63..138H.
- Hinks, Arthur R. (1903b), «Eros and the solar parallax», The Observatory, 26: 341–44, Bibcode:1903Obs....26..341H.
- Hinks, Arthur R. (1904a), «Eros and the solar parallax», The Observatory, 27: 97–101, Bibcode:1904Obs....27...97H.
- Hinks, Arthur R. (1904b), «Eros and the solar parallax», The Observatory, 27, Bibcode:1904Obs....27..207H.
- Hinks, Arthur R. (1904c), «Reduction of 295 Photographs of Eros made at Nine Observatories during the period 1900 November 7–15, with a determination of the Solar Parallax», Monthly Notices of the Royal Astronomical Society, 64: 701–27, Bibcode:1904MNRAS..64..701H.
- Hinks, Arthur R. (1905a), «On the Determination of Proper Motions without Reference to Meridian Places», Monthly Notices of the Royal Astronomical Society, 65: 713–18, Bibcode:1905MNRAS..65..713H.
- Hinks, Arthur R.; Russell, Henry Norris (1905b), «Determinations of Stellar Parallax from Photographs made at the Cambridge Observatory. Introductory Paper», Monthly Notices of the Royal Astronomical Society, 65: 775–87, Bibcode:1905MNRAS..65..775H.
- Hinks, Arthur R. (1905c), «Magnitude Equation in Right Ascension», The Observatory, 28: 290–92, Bibcode:1905Obs....28..290H.
- Hinks, Arthur R. (1905d), «New Measurements of the Distance of the Sun», The Observatory, 28: 348–54, 370–77, Bibcode:1905Obs....28..348H.
- Hinks, Arthur R. (1906a), «Solar parallax papers, No. 4. The Magnitude Equation in Right Ascension of the Étoiles de Repère», Monthly Notices of the Royal Astronomical Society, 66: 481–91, Bibcode:1906MNRAS..66..481H.
- Hinks, Arthur R. (1906b), «Solar Parallax Papers, No. 5. Examination of the Photographic Places of Stars published in the Paris Eros Circulars», Monthly Notices of the Royal Astronomical Society, 67: 70–119, Bibcode:1906MNRAS..67...70H.
- Hinks, Arthur R. (1907a), «The magnitude equation in visual observations of right ascension», Astronomische Nachrichten, 174 (5): 65–71, Bibcode:1907AN....174...65H, doi:10.1002/asna.19071740502.
- Hinks, Arthur R. (1907b), «Solar parallax papers, No. 6. Construction of a Photographic Catalogue of Star Places», Monthly Notices of the Royal Astronomical Society, 68: 82–97, Bibcode:1907MNRAS..68Q..82H.
- Hinks, Arthur R. (1909a), «Solar parallax papers, No. 7. The General Solution from the Photographic Right Ascensions of Eros, at the Opposition of 1900», Monthly Notices of the Royal Astronomical Society, 69: 544–67, Bibcode:1909MNRAS..69..544H.
- Hinks, Arthur R. (1909b), «A question of orthography», The Observatory, 32, Bibcode:1909Obs....32..256H.
- Hinks, Arthur R. (1909c), «Solar parallax papers, No. 8. The Mass of the Moon, derived from photographic observations of Eros made in 1900–01», Monthly Notices of the Royal Astronomical Society, 70: 63–75, Bibcode:1909MNRAS..70R..63H.
- Hinks, Arthur R. (1910a), «Comet 1910 a, observed at Cambridge Observatory», Monthly Notices of the Royal Astronomical Society, 70: 462–64, Bibcode:1910MNRAS..70..462H.
- Hinks, Arthur R. (1910b), «Solar parallax papers, No. 9. The General Solution from the Micrometric Right Ascensions of Eros, at the opposition of 1900», Monthly Notices of the Royal Astronomical Society, 70: 588–603, Bibcode:1910MNRAS..70..588H.
- Hinks, Arthur R. (1910c), «A new Variable or a Nova 97.1910 Cygni», Astronomische Nachrichten, 186 (8): 125–27, Bibcode:1910AN....186..125H, doi:10.1002/asna.19101860806.
- Hinks, Arthur Robert (1911), Astronomy, New York: Holt.
- Hinks, Arthur R. (1911a), «Observations of Nova Lacertæ made at the Cambridge Observatory», Monthly Notices of the Royal Astronomical Society, 71: 191–94, Bibcode:1911MNRAS..71..191H.
- Hinks, Arthur R. (1911b), «Some modern telescope constructions», Transactions of the Optical Society, 13 (1): 7–9, doi:10.1088/1475-4878/13/1/302.
- Hinks, Arthur R. (1911c), «Note on 97.1910 Cygni», Monthly Notices of the Royal Astronomical Society, 71: 517–19, Bibcode:1911MNRAS..71..517H.
- Hinks, Arthur R. (1911d), «The galactic distribution of the spiral nebulæ», Monthly Notices of the Royal Astronomical Society, 71, Bibcode:1911MNRAS..71..588H.
- Hinks, Arthur R. (1911e), «On the galactic distribution of gaseous nebulæ and of star clusters», Monthly Notices of the Royal Astronomical Society, 71: 693–701, Bibcode:1911MNRAS..71..693H.
- Hinks, Arthur R. (1912), Map projections; revised edition published in 1921.
- Hinks, Arthur R. (1913), Maps and Survey, Cambridge University Press.
- Hinks, Arthur R. (1915a), «Sir George Darwin and the capture theory of satellites», The Observatory, 38: 365–66, Bibcode:1915Obs....38..365H.
- Hinks, Arthur R. (1915b), «Some questions relating to the Shape of the Earth, suggested by Mr. Harold Jeffreys' paper "Certain hypotheses as to the structure of the Earth and the Moon"», Monthly Notices of the Royal Astronomical Society, 76: 8–13, Bibcode:1915MNRAS..76....8H.
- Hinks, Arthur R. (1917), «Geographical Conditions for the Observation of the Total Solar Eclipse, 1919 May 28–29», Monthly Notices of the Royal Astronomical Society, 78: 79–82, Bibcode:1917MNRAS..78...79H.
- Hinks, Arthur R. (1919), «A large meteor in the northern Congo», The Observatory, 42: 162–63, Bibcode:1919Obs....42..162H.
- Hinks, Arthur R. (1920), «The Plebiscite Area of Upper Silesia», The New Europe, 14: 105–6.
- Hinks, Arthur R. (1924), «John Harrison», Nature, 113 (2842), Bibcode:1924Natur.113..570H, doi:10.1038/113570c0.
- Hinks, Arthur R. (1925), «Time Signals for Surveyors in the Field», The Geographical Journal, 66 (3): 242–46, doi:10.2307/1782979.
- Hinks, Arthur R. (1927), New geodetic tables for Clarke's figure of 1880, with transformation to Madrid 1924, London: Royal Geographical Society.
- Hinks, Arthur R. (1929), Wireless time signals for the use of surveyors, London: Royal Geographical Society.
- Hinks, Arthur Robert, ed. (1938), Hints to travellers. volume 2: Organization and Equipment; Scientific Observation; Health, Sickness and Injury, London: Royal Geographical Society.